# Nationalratswahl in Österreich 1945
- KPÖ: 4
- SPÖ: 76
- ÖVP: 85

- Regierung: 165

Die erste Nationalratswahl in der Zweiten Republik fand am 25. November 1945 statt. Die ÖVP unter Leopold Figl ging als Sieger aus der Wahl hervor und erreichte eine absolute Mandats-Mehrheit. Zweiter wurde die SPÖ unter Staatskanzler Karl Renner. Die KPÖ blieb deutlich hinter den Erwartungen und schaffte nur knapp den Einzug in den Nationalrat.
Insgesamt waren etwas weniger als 3,5 Millionen Österreicher wahlberechtigt. Die Wahlbeteiligung lag bei 93,27 Prozent.

## Hintergrund
Die Nationalratswahl 1945 war die erste demokratische Wahl nach der militärischen Niederschlagung des Nationalsozialismus und zugleich die fünfte Nationalratswahl in der Geschichte Österreichs. Zugleich war sie die erste demokratische Wahl seit dem als „Selbstausschaltung des Parlaments“ in die Geschichte eingegangenen autoritären  Staatsstreich durch Bundeskanzler Engelbert Dollfuß im Jahr 1933.
Mit der Wiedererrichtung eines selbstständigen österreichischen Staates Ende April 1945 wurde zunächst der Sozialdemokrat Karl Renner durch die Besatzungsmächte als Kanzler einer provisorischen Staatsregierung aus SPÖ, ÖVP und KPÖ eingesetzt. Die NSDAP wurde mit dem Verbotsgesetz unmittelbar nach dem Krieg verboten und durfte somit nicht mehr zu den Wahlen antreten. Rund 800.000 ehemalige NSDAP-Mitglieder waren bei der ersten Nationalratswahl 1945 nicht wahlberechtigt. Viele eigentlich wahlberechtigte Männer waren noch nicht aus der Kriegsgefangenschaft heimgekehrt. Frauen stellten die Mehrheit der Wähler.
Bundesweit hatten die Besatzungsmächte nur ÖVP, SPÖ und KPÖ zur Wahl zugelassen, lediglich in der britischen Besatzungszone wurde in Kärnten auch die Demokratische Partei Österreichs (DPÖ) als wahlwerbende Gruppe zugelassen. Am gleichen Tag wie die Nationalratswahl fanden die Landtagswahlen in den neun Bundesländern statt.
Nach der Wahl waren von den 215 Nationalrats- und Bundesratsabgeordneten 118 auch frühere politische Häftlinge oder Widerstandskämpfer. Von den 76 Nationalratsabgeordneten der SPÖ-Fraktion waren beispielsweise 67 in den Jahren von 1933 bis 1945 Opfer politischer Verfolgung geworden.

## Endergebnis
| Wahlwerber                              | Stimmen   | Anteil | Mandate |
| --------------------------------------- | --------- | ------ | ------- |
| Österreichische Volkspartei (ÖVP)       | 1.602.227 | 49,8 % | 85      |
| Sozialistische Partei Österreichs (SPÖ) | 1.434.898 | 44,6 % | 76      |
| Kommunistische Partei Österreichs (KPÖ) | 174.257   | 5,4 %  | 4       |
| Demokratische Partei Österreichs (DPÖ)  | 5.972     | 0,2 %  | —       |

## Ergebnisse in den Bundesländern
Hier werden die Ergebnisse in den Bundesländern aufgelistet.
| Partei | B    | K    | N    | O    | S    | St   | T    | V    | W    |
| ------ | ---- | ---- | ---- | ---- | ---- | ---- | ---- | ---- | ---- |
| ÖVP    | 51,7 | 39,7 | 54,5 | 59,0 | 56,6 | 52,9 | 71,3 | 69,9 | 34,6 |
| SPÖ    | 45,0 | 48,9 | 40,3 | 38,3 | 39,6 | 41,7 | 26,5 | 27,6 | 57,4 |
| KPÖ    | 03,3 | 08,1 | 05,2 | 02,6 | 03,8 | 05,4 | 02,2 | 02,5 | 08,0 |
| DPÖ    |      | 03,3 |      |      |      |      |      |      |      |

## Folgen

Alliierte Besatzungszonen in Österreich

Rund drei Wochen nach der Wahl, am 19. Dezember 1945, trat das Parlament zu seiner konstituierenden Sitzung zusammen, womit die Bundesverfassung wieder in Kraft trat. Tags darauf wurde Leopold Figl von der ÖVP, die die absolute Mehrheit an Mandaten erreicht hatte, Bundeskanzler. Am selben Tag wurde auf seinen Vorschlag hin die neue Bundesregierung Figl I ernannt. Ebenso wie die provisorische Vorgängerregierung handelte es sich um eine Konzentrationsregierung aus ÖVP, SPÖ und KPÖ. Die SPÖ stellte neben dem Vizekanzler (Adolf Schärf) auch den Innenminister (Oskar Helmer); im Vergleich zur ersten Konzentrationsregierung unter Karl Renner schwand der Einfluss der KPÖ deutlich, die mit Karl Altmann fortan nur mehr einen Minister stellte.